# キウーザ・スクラーファニ
キウーザ・スクラーファニ（イタリア語: Chiusa Sclafani）は、イタリア共和国シチリア自治州パレルモ県にある、人口約2,700人の基礎自治体（コムーネ）。

## 地理

### 位置・広がり
パレルモ県のコムーネ。県都パレルモから南へ49kmの距離にある。

#### 隣接コムーネ
隣接するコムーネは以下の通り。括弧内のAGはアグリジェント県所属を示す。
- ビザックイーノ
- ブルジョ (AG)
- カルタベッロッタ (AG)
- コルレオーネ
- ジュリアーナ
- パラッツォ・アドリアーノ

## 姉妹都市
- チクラーナ・デ・セグーラ - スペイン